# Championnats du monde de ski nordique 2025
Navigation
Édition précédente Édition suivante
Les Championnats du monde de ski nordique 2025 ont lieu en Norvège dans la ville de Trondheim du 26 février au 9 mars 2025. La ville avait déjà accueilli les championnats du monde en 1997. Le Tremplin de Granåsen est utilisé comme tremplin de saut à ski.

## Organisation
En octobre 2020, le conseil de la FIS a désigné à l'unanimité Trondheim comme ville hôte de ces championnats, étant la seule candidate.
Pour la toute première fois, un sprint de para ski de fond vient s'ajouter au programme après que le Comité International Paralympique (CIP) a transféré à la FIS la gestion de l'organisation des championnats (para-ski alpin, para-snowboard et para-ski de fond) à partir du 13 juillet 2022.
Plusieurs nouveautés sont introduites à cette occasion comme l'ajustement des distances des courses de ski de fond, l'introduction de la mass-start féminine de combiné nordique (d'abord le ski de fond avec un départ en ligne puis l'épreuve du saut) et au compact individuel masculin, également en combiné.

## Faits marquants
En saut à ski, une controverse majeure a éclaté concernant les combinaisons des sauteurs norvégiens. Une vidéo anonyme montrait un entraîneur norvégien, Magnus Brevig, utilisant une machine à coudre pour modifier les combinaisons des athlètes norvégiens, soulevant des soupçons de tricherie. Trois nations, dont l'Autriche, ont déposé une réclamation officielle avant l'épreuve individuelle sur grand tremplin, mais celle-ci a été initialement rejetée en raison de l'impossibilité d'inspecter minutieusement les combinaisons pendant la compétition. Après la deuxième manche, des vérifications approfondies ont conduit à la disqualification de plusieurs sauteurs norvégiens, dont Marius Lindvik, initialement médaillé d'argent.
En ski nordique, Johannes Høsflot Klæbo remporte les six titres mondiaux. Chez les hommes, les Norvégiens dominent la compétition avec un podium individuel complet sur 10km et skiathlon. Chez les femmes, les Suédoises raflent tous les titres.

## Calendrier
|  | Qualification |  | Course |

| Horaire local (UTC +1) |

| Évènements                           |         |                                            |         |                 |                 |                 |                 |      |         |         |                 |         |                 |         |
| M                                    | J       | V                                          | S       | D               | L               | M               | M               | J    | V       | S       | D               |         |                 |         |
| 26                                   | 27      | 28                                         | 1er     | 2               | 3               | 4               | 5               | 6    | 7       | 8       | 9               |         |                 |         |
| Février                              | Février | Février                                    | Mars    | Mars            | Mars            | Mars            | Mars            | Mars | Mars    | Mars    | Mars            |         |                 |         |
| Cérémonies d'ouverture et de clôture |         |                                            |         |                 |                 |                 |                 |      |         |         |                 |         |                 |         |
|                                      |         |                                            |         |                 |                 |                 |                 |      |         |         |                 |         |                 |         |
| S k i d e f o n d                    | Hommes  | Sprint L                                   |         | 10 h 00         |                 |                 |                 |      |         |         |                 |         |                 |         |
| S k i d e f o n d                    | Hommes  | Sprint L                                   | 12 h 30 |                 |                 |                 |                 |      |         |         |                 |         |                 |         |
| S k i d e f o n d                    | Hommes  | Sprint par équipes C                       |         |                 |                 |                 |                 |      |         | 11 h 00 |                 |         |                 |         |
| S k i d e f o n d                    | Hommes  | Sprint par équipes C                       | 14 h 30 |                 |                 |                 |                 |      |         |         |                 |         |                 |         |
| S k i d e f o n d                    | Hommes  | Relais 4 × 7,5 km C&L                      |         |                 |                 |                 |                 |      |         |         | 12 h 30         |         |                 |         |
| S k i d e f o n d                    | Hommes  | 10 km C (Q:7,5 km)                         | 15 h 30 |                 |                 |                 |                 |      | 13 h 00 |         |                 |         |                 |         |
| S k i d e f o n d                    | Hommes  | 20 km skiathlon (C&L)                      |         |                 |                 | 14 h 00         |                 |      |         |         |                 |         |                 |         |
| S k i d e f o n d                    | Hommes  | 50 km départ en ligne L                    |         |                 |                 |                 |                 |      |         |         |                 |         | 11 h 30         |         |
| S k i d e f o n d                    | Femmes  | Sprint L                                   |         | 10 h 00         |                 |                 |                 |      |         |         |                 |         |                 |         |
| S k i d e f o n d                    | Femmes  | Sprint L                                   | 12 h 30 |                 |                 |                 |                 |      |         |         |                 |         |                 |         |
| S k i d e f o n d                    | Femmes  | Sprint par équipes C                       |         |                 |                 |                 |                 |      |         | 11 h 00 |                 |         |                 |         |
| S k i d e f o n d                    | Femmes  | Sprint par équipes C                       | 14 h 30 |                 |                 |                 |                 |      |         |         |                 |         |                 |         |
| S k i d e f o n d                    | Femmes  | Relais 4 × 7,5 km C&L                      |         |                 |                 |                 |                 |      |         |         |                 | 14 h 00 |                 |         |
| S k i d e f o n d                    | Femmes  | 10 km C (Q:7,5 km)                         | 13 h 30 |                 |                 |                 |                 |      | 15 h 30 |         |                 |         |                 |         |
| S k i d e f o n d                    | Femmes  | 20 km skiathlon (C&L)                      |         |                 |                 |                 | 14 h 00         |      |         |         |                 |         |                 |         |
| S k i d e f o n d                    | Femmes  | 50 km départ en ligne - L                  |         |                 |                 |                 |                 |      |         |         |                 |         |                 | 11 h 30 |
|                                      |         |                                            |         |                 |                 |                 |                 |      |         |         |                 |         |                 |         |
| S a u t à s k i                      | Hommes  | Individuel - PT                            |         |                 |                 | 20 h 30         | 17 h 00         |      |         |         |                 |         |                 |         |
| S a u t à s k i                      | Hommes  | Individuel - GT                            |         |                 |                 |                 |                 |      |         |         |                 | 12 h 15 | 15 h 45         |         |
| S a u t à s k i                      | Hommes  | Par équipes - GT                           |         |                 |                 |                 |                 |      |         |         | 16 h 20         |         |                 |         |
| S a u t à s k i                      | Femmes  | Individuel - PT                            |         | 20 h 30         | 14 h 00         |                 |                 |      |         |         |                 |         |                 |         |
| S a u t à s k i                      | Femmes  | Individuel - GT                            |         |                 |                 |                 |                 |      |         |         | 20 h 30         | 16 h 15 |                 |         |
| S a u t à s k i                      | Femmes  | Par équipe - PT                            |         |                 |                 | 17 h 00         |                 |      |         |         |                 |         |                 |         |
| S a u t à s k i                      | Mixte   | Par équipe - GT                            |         |                 |                 |                 |                 |      |         | 16 h 00 |                 |         |                 |         |
|                                      |         |                                            |         |                 |                 |                 |                 |      |         |         |                 |         |                 |         |
| C o m b i n é                        | Hommes  | Individuel compact - PT & 7,5 km           |         |                 |                 | 12 h 00 16 h 00 |                 |      |         |         |                 |         |                 |         |
| C o m b i n é                        | Hommes  | Individuel - GT & 10 km                    |         |                 |                 |                 |                 |      |         |         |                 |         | 09 h 30 14 h 30 |         |
| C o m b i n é                        | Hommes  | Par équipe - GT & 4 × 5 km                 |         |                 |                 |                 |                 |      |         |         | 11 h 00 15 h 00 |         |                 |         |
| C o m b i n é                        | Femmes  | Individuel mass-start - PT & 5 km          |         | 15 h 00 17 h 00 |                 |                 |                 |      |         |         |                 |         |                 |         |
| C o m b i n é                        | Femmes  | Individuel Gundersen - PT & 5 km           |         |                 |                 |                 | 12 h 00 16 h 00 |      |         |         |                 |         |                 |         |
| C o m b i n é                        | Mixte   | Par équipe - PT & Relais (2×2,5 km+2×5 km) |         |                 | 12 h 00 16 h 00 |                 |                 |      |         |         |                 |         |                 |         |
|                                      |         |                                            |         |                 |                 |                 |                 |      |         |         |                 |         |                 |         |

## Résultats et podiums

### Ski de fond
| Épreuves                             | Or                                                                                                | Argent                                                                              | Bronze                                                                  |
| Hommes                               | Hommes                                                                                            | Hommes                                                                              | Hommes                                                                  |
| ------------------------------------ | ------------------------------------------------------------------------------------------------- | ----------------------------------------------------------------------------------- | ----------------------------------------------------------------------- |
| Sprint Libre                         | Johannes Høsflot Klæbo                                                                            | Federico Pellegrino                                                                 | Lauri Vuorinen                                                          |
| Sprint par équipes Classique         | Norvège- Johannes Høsflot Klæbo - Erik Valnes                                                     | Finlande- Lauri Vuorinen - Ristomatti Hakola                                        | Suède- Oskar Svensson - Edvin Anger                                     |
| Relais 4 × 7,5 km Classique et libre | Norvège- Erik Valnes - Martin Løwstrøm Nyenget - Harald Østberg Amundsen - Johannes Høsflot Klæbo | Suisse- Cyril Fähndrich - Jonas Baumann - Jason Rüesch - Valerio Grond              | Suède- Truls Gisselman - William Poromaa - Jens Burman - Edvin Anger    |
| 10 km Classique                      | Johannes Høsflot Klæbo                                                                            | Erik Valnes                                                                         | Harald Østberg Amundsen                                                 |
| 20 km skiathlon 10 km C + 10 km L    | Johannes Høsflot Klæbo                                                                            | Martin Løwstrøm Nyenget                                                             | Harald Østberg Amundsen                                                 |
| 50 km départ en ligne Libre          | Johannes Høsflot Klæbo                                                                            | William Poromaa                                                                     | Simen Hegstad Krüger                                                    |
| Femmes                               |                                                                                                   |                                                                                     |                                                                         |
| Sprint Libre                         | Jonna Sundling                                                                                    | Kristine Stavås Skistad                                                             | Nadine Fähndrich                                                        |
| Sprint par équipes Classique         | Suède- Jonna Sundling - Maja Dahlqvist                                                            | États-Unis- Jessie Diggins - Julia Kern                                             | Suisse- Nadine Fähndrich - Anja Weber                                   |
| Relais 4 × 7,5 km Classique et libre | Suède- Emma Ribom - Frida Karlsson - Ebba Andersson - Jonna Sundling                              | Norvège- Heidi Weng - Astrid Øyre Slind - Therese Johaug - Kristin Austgulen Fosnæs | Allemagne- Pia Fink - Katharina Hennig - Helen Hoffmann - Victoria Carl |
| 10 km Classique                      | Ebba Andersson                                                                                    | Therese Johaug                                                                      | Frida Karlsson                                                          |
| 20 km skiathlon 10 km C + 10 km L    | Ebba Andersson                                                                                    | Therese Johaug                                                                      | Jonna Sundling                                                          |
| 50 km départ en ligne Libre          | Frida Karlsson                                                                                    | Heidi Weng                                                                          | Therese Johaug                                                          |

### Para-ski de fond
| Épreuves                        | Or                                  | Or      | Argent                                 | Argent  | Bronze                                 | Bronze  |
| Hommes                          | Hommes                              | Hommes  | Hommes                                 | Hommes  | Hommes                                 | Hommes  |
| ------------------------------- | ----------------------------------- | ------- | -------------------------------------- | ------- | -------------------------------------- | ------- |
| Sprint Paraski Debout           | Karl Tabouret                       | 3:46.86 | Taiki Kamayoke                         | 3:50.07 | Benjamin Daviet                        | 3:53.77 |
| Sprint Paraski Assis            | Cristian Westemaier                 | 2:25.20 | Pavlo Bal                              | 2:30.78 | Yerbol Khamitov                        | 2:32.45 |
| Sprint Paraski Déficient Visuel | Zebastian Modin guide: Emil Jönsson | 3:25.08 | Jake Adicoff guide: Peter Wolter       | 3:29.52 | Inkki Inola guide: Arttu Kaario        | 3:37.10 |
| Femmes                          |                                     |         |                                        |         |                                        |         |
| Sprint Paraski Debout           | Vilde Nilsen                        | 3:52.92 | Natalie Wilkie                         | 3:53.13 | Sydney Peterson                        | 4:07.39 |
| Sprint Paraski Assis            | Kim Yun-ji                          | 3:04.35 | Kendall Gretsch                        | 3:07.34 | Anja Wicker                            | 3:09.75 |
| Sprint Paraski Déficient Visuel | Carina Edlinger guide: Jakob Kainz  | 3:58.16 | Simona Bubeníčková guide: David Šrůtek | 4:02.09 | Leonie Walter guide: Christian Krasman | 4:10.52 |

### Saut à ski
| Épreuves                            | Or                                                                                                   | Argent                                                                              | Bronze                                                                                      |
| Hommes                              | Hommes                                                                                               | Hommes                                                                              | Hommes                                                                                      |
| ----------------------------------- | --- | ----------------------------------------------------------------------------------- | ------------------------------------------------------------------------------------------- |
| Individuel - Petit Tremplin HS 102  | Marius Lindvik                                                                                       | Andreas Wellinger                                                                   | Jan Hörl                                                                                    |
| Individuel - Grand Tremplin HS 138  | Domen Prevc                                                                                          | Jan Hörl                                                                            | Ryōyū Kobayashi                                                                             |
| Par équipe - Grand Tremplin HS 138  | Slovénie- Lovro Kos - Domen Prevc - Timi Zajc - Anže Lanišek                                         | Autriche- Daniel Tschofenig - Maximilian Ortner - Stefan Kraft - Jan Hörl           | Norvège- Johann André Forfang - Robin Pedersen - Kristoffer Eriksen Sundal - Marius Lindvik |
| Femmes                              | |                                                                                     |                                                                                             |
| Individuel - Petit Tremplin HS 102  | Nika Prevc                                                                                           | Selina Freitag                                                                      | Anna Odine Strøm                                                                            |
| Individuel - Grand Tremplin HS 138  | Nika Prevc                                                                                           | Selina Freitag                                                                      | Eirin Maria Kvandal                                                                         |
| Par équipes - Petit Tremplin HS 102 | Norvège- Anna Odine Strøm - Ingvild Synnøve Midtskogen - Heidi Dyhre Traaserud - Eirin Maria Kvandal | Autriche- Lisa Eder - Julia Mühlbacher - Jacqueline Seifriedsberger - Eva Pinkelnig | Allemagne- Juliane Seyfarth - Katharina Schmid - Agnes Reisch - Selina Freitag              |
| Mixte                               | |                                                                                     |                                                                                             |
| Par équipe - Grand Tremplin HS 138  | Norvège- Anna Odine Strøm - Marius Lindvik - Eirin Maria Kvandal - Johann André Forfang              | Slovénie- Ema Klinec - Domen Prevc - Nika Prevc - Anže Lanišek                      | Autriche- Lisa Eder - Stefan Kraft - Jacqueline Seifriedsberger - Jan Hörl                  |

### Combiné nordique
| Épreuves                                                          | Or                                                                                        | Or      | Argent                                                                           | Argent  | Bronze                                                                           | Bronze  |
| Hommes                                                            | Hommes                                                                                    | Hommes  | Hommes                                                                           | Hommes  | Hommes                                                                           | Hommes  |
| ----------------------------------------------------------------- | ----------------------------------------------------------------------------------------- | ------- | -------------------------------------------------------------------------------- | ------- | -------------------------------------------------------------------------------- | ------- |
| Individuel - Petit tremplin HS 102 + 7,5 km                       | Jarl Magnus Riiber                                                                        | 17:13.4 | Jens Lurås Oftebro                                                               | 17:14.2 | Vinzenz Geiger                                                                   | 17:14.5 |
| Individuel - Grand tremplin HS 138 + 10 km                        | Jarl Magnus Riiber                                                                        | 24:57.5 | Jørgen Graabak                                                                   | 26:08.2 | Vinzenz Geiger                                                                   | 26:08.6 |
| Par équipes - Grand tremplin HS 138 + Relais 4 × 5 km             | Allemagne- Johannes Rydzek - Wendelin Thannheimer - Julian Schmid - Vinzenz Geiger        | 50:37.7 | Autriche- Johannes Lamparter - Franz-Josef Rehrl - Martin Fritz - Fabio Obermeyr | 50:44.5 | Norvège- Simen Tiller - Jørgen Graabak - Jens Lurås Oftebro - Jarl Magnus Riiber | 52:17.5 |
| Femmes                                                            |                                                                                           |         |                                                                                  |         |                                                                                  |         |
| Individuel - Petit tremplin HS 102 + 5 km                         | Gyda Westvold Hansen                                                                      | 13:42.9 | Ida Marie Hagen                                                                  | 13:49.5 | Lisa Hirner                                                                      | 13:50.4 |
| Mass start - Petit tremplin 5 km + HS 102                         | Yuna Kasai                                                                                | 121.0   | Gyda Westvold Hansen                                                             | 118.7   | Haruka Kasai                                                                     | 115.6   |
| Mixte                                                             |                                                                                           |         |                                                                                  |         |                                                                                  |         |
| Par équipes - Petit tremplin HS 102 + Relais 2×5 km + 2×2,5 km FT | Norvège- Jens Lurås Oftebro - Gyda Westvold Hansen - Ida Marie Hagen - Jarl Magnus Riiber | 36:37.5 | Allemagne- Julian Schmid - Jenny Nowak - Nathalie Armbruster - Vinzenz Geiger    | 37:26.3 | Autriche- Stefan Rettenegger - Claudia Purker - Lisa Hirner - Johannes Lamparter | 37:47.6 |

## Tableau des médailles
Tableau toutes épreuves sans le paraski
| Rang  | Nation     | Or | Argent | Bronze | Total |
| ----- | ---------- | -- | ------ | ------ | ----- |
| 1     | Norvège    | 13 | 11     | 8      | 32    |
| 2     | Suède      | 6  | 1      | 4      | 11    |
| 3     | Slovénie   | 4  | 1      | 0      | 5     |
| 4     | Allemagne  | 1  | 4      | 4      | 9     |
| 5     | Japon      | 1  | 0      | 2      | 3     |
| 6     | Autriche   | 0  | 4      | 4      | 8     |
| 7     | Suisse     | 0  | 1      | 2      | 3     |
| 8     | Finlande   | 0  | 1      | 1      | 2     |
| 9     | États-Unis | 0  | 1      | 0      | 1     |
| 9     | Italie     | 0  | 1      | 0      | 1     |
| Total | Total      | 25 | 25     | 25     | 75    |